# Bulbul orellut
El bulbul orellut (Pycnonotus penicillatus) és una espècie d'ocell de la família dels picnonòtids (Pycnonotidae). És endèmic de Sri Lanka. Els seus hàbitats principals són els boscos tropicals i subtropicals de frondoses humits de les terres baixes i de l'estatge montà, els matollars humits tropicals i subtropicals, les terres llaurades, els jardins rurals i les àrees forestals fortament degradades. El seu estat de conservació es considera de risc mínim.